# Jonathan Ive
Jonathan "Jony" Ive (født 27. februar 1967 i London), er en engelsk verdenskendt industriel designer. Han er tidligere designer hos Apple Inc., og bor til dagligt i San Francisco, USA. Han blev verdensberømt i 2001, da Apple Inc. lancerede deres første mp3-afspiller iPod.

## Tidlige liv
Jonathan Ive blev født i Chingford, London. Han blev opfostret af sin far som var lærer på Chingford Foundation School, han gik på Walton High School Stafford, Staffordshine, og derefter studerede industrielt design på Northumbria University (Newcastle Polytechnic førhen).

## Karriere
Efter en kort tid i London designbureauet Tangerine, flyttede Jonathan Ive til USA i 1992 for at forfølge sin karriere hos Apple Inc.. Han fik sin nuværende job titel på tilbagelevering af Steve Jobs i 1997, og siden da har han stået i spidsen for det Industrielle Designteam, som er ansvarlige for størstedelen af selskabets betydelige hardware-produkter.

## Personlige liv
Jonathan Ive er gift med en historiker ved navn Heather og er far til tvillinger. Familien bor i Twin Peaks området i San Francisco. Ive kører i en Bentley Brooklands. Han er en elev af Northumbria University har studeret Design Industri programmet og blev tildelt en æresdoktor-grad fra universitetet i 2000.

## Inspiration
Det der kendetegner hans design er hans ekstreme simple og minimalistiske udtryk, som er kraftigt inspireret af den tyske designer Dieter Rams, som 1960'erne arbejde for det tyske firma Braun.

## Designværker
En liste over hans mest kendte designerværker.
- iMac
- Mac Pro
- Mac Mini
- MacBook
- iPod
- iPad
- iPhone